# Oxyurini
Oxyurini este un trib din subfamilia păsărilor rață, Anatinae. Acesta a făcut obiectul unor dezbateri considerabile cu privire la validitatea și circumscrierea sa. Unele autorități taxonomice plasează grupul în propria subfamilie, Oxyurinae. Majoritatea membrilor săi au pene lungi și rigide în coadă, care sunt ridicate atunci când pasărea este în repaus, și ciocuri relativ mari și umflate. Deși relațiile lor sunt încă enigmatice, ele par să fie mai apropiate de lebede și gâștele adevărate decât de rațele tipice.

## Taxonomie
Tribul Oxyurini include următoarele genuri și specii:
- Genul Heteronetta Salvadori, 1865
  - Heteronetta atricapilla (Merrem, 1841) – rață cu cap negru
- Genul Nomonyx Ridgway, 1880
  - Nomonyx dominicus (Linnaeus, 1766) – rață mascată
- Genul Oxyura Bonaparte, 1828
  - Oxyura jamaicensis (J.F.Gmelin, 1789) – rață jamaicană
  - Oxyura ferruginea (Eyton, 1838) – rață andină
  - Oxyura vittata (Philippi, 1860) – rață argentiniană cu cioc albastru
  - Oxyura australis Gould, 1837 – rață australiană
  - Oxyura maccoa (Eyton, 1838) – rață africană roșcată
  - Oxyura leucocephala (Scopoli, 1769) – rață cu cap alb